# Kappa (Illinois)
Kappa – wieś w Stanach Zjednoczonych, w stanie Illinois, w hrabstwie Woodford.